# Cantone di Orange-Est
Il Cantone di Orange-Est era una divisione amministrativa dell'arrondissement di Avignone.
È stato soppresso a seguito della riforma complessiva dei cantoni del 2014, che è entrata in vigore con le elezioni dipartimentali del 2015.
Comprendeva parte della città di Orange e i comuni di:
- Camaret-sur-Aigues
- Jonquières
- Sérignan-du-Comtat
- Travaillan
- Uchaux
- Violès